# Оранджбург (Південна Кароліна)
Оранджбург (англ. Orangeburg) — місто (англ. city) в США, в окрузі Оранджберг штату Південна Кароліна. Населення — 13 240 осіб (2020).

## Географія
Оранджбург розташований за координатами 33°29′30″ пн. ш. 80°51′54″ зх. д. / 33.49167° пн. ш. 80.86500° зх. д. (33.491734, -80.865118). За даними Бюро перепису населення США в 2010 році місто мало площу 21,96 км², з яких 21,93 км² — суходіл та 0,03 км² — водойми. В 2017 році площа становила 23,34 км², з яких 23,32 км² — суходіл та 0,03 км² — водойми.

### Клімат
| Клімат : Оранджбург   | Клімат : Оранджбург | Клімат : Оранджбург | Клімат : Оранджбург | Клімат : Оранджбург | Клімат : Оранджбург | Клімат : Оранджбург | Клімат : Оранджбург | Клімат : Оранджбург | Клімат : Оранджбург | Клімат : Оранджбург | Клімат : Оранджбург | Клімат : Оранджбург | Клімат : Оранджбург |
| Показник              | Січ.                | Лют.                | Бер.                | Квіт.               | Трав.               | Черв.               | Лип.                | Серп.               | Вер.                | Жовт.               | Лист.               | Груд.               | Рік                 |
| Середній максимум, °C | 13,3                | 16,1                | 20,6                | 25,0                | 28,9                | 32,2                | 33,3                | 32,8                | 30,6                | 25,6                | 19,4                | 15,0                | 24,4                |
| Середній мінімум, °C  | 1,7                 | 3,3                 | 6,7                 | 11,1                | 15,0                | 20,0                | 21,1                | 20,6                | 18,3                | 11,7                | 5,6                 | 2,8                 | 11,7                |
| Норма опадів, мм      | 76                  | 94                  | 97                  | 84                  | 86                  | 114                 | 137                 | 132                 | 112                 | 61                  | 51                  | 79                  | 1120                |
| --------------------- | ------------------- | ------------------- | ------------------- | ------------------- | ------------------- | ------------------- | ------------------- | ------------------- | ------------------- | ------------------- | ------------------- | ------------------- | ------------------- |
| Джерело: Weatherbase  |                     |                     |                     |                     |                     |                     |                     |                     |                     |                     |                     |                     |                     |

## Демографія
Згідно з переписом 2010 року, у місті мешкали 13 964 особи в 4945 домогосподарствах у складі 2777 родин. Густота населення становила 636 осіб/км². Було 5795 помешкань (264/км²).
Расовий склад населення:
| - 75,0 % — чорних або афроамериканців - 21,3 % — білих - 1,7 % — азіатів - 0,2 % — корінних американців - 0,1 % — вихідців з тихоокеанських островів |

До двох чи більше рас належало 1,1 %. Частка іспаномовних становила 1,9 % від усіх жителів.
За віковим діапазоном населення розподілялося таким чином: 18,9 % — особи молодші 18 років, 66,9 % — особи у віці 18—64 років, 14,2 % — особи у віці 65 років та старші. Медіана віку мешканця становила 28,8 року. На 100 осіб жіночої статі у місті припадало 84,7 чоловіків; на 100 жінок у віці від 18 років та старших — 81,3 чоловіків також старших 18 років.
Середній дохід на одне домашнє господарство становив 42 138 доларів США (медіана — 30 552), а середній дохід на одну сім'ю — 50 896 доларів (медіана — 41 340). Медіана доходів становила 34 332 долари для чоловіків та 30 209 доларів для жінок. За межею бідності перебувало 30,4 % осіб, у тому числі 44,6 % дітей у віці до 18 років та 17,8 % осіб у віці 65 років та старших.
Цивільне працевлаштоване населення становило 4743 особи. Основні галузі зайнятості: освіта, охорона здоров'я та соціальна допомога — 33,3 %, виробництво — 17,0 %, роздрібна торгівля — 13,0 %, мистецтво, розваги та відпочинок — 10,2 %.